# Celina (Rosja)
Celina (ros. Целина) – osiedle w Rosji, w obwodzie rostowskim, ośrodek administracyjny rejonu celińskiego. W 2010 liczyło 10 649 mieszkańców.